# Heliophorus tweediei
Heliophorus tweediei är en fjärilsart som beskrevs av John Nevill Eliot 1963. Heliophorus tweediei ingår i släktet Heliophorus och familjen juvelvingar. Inga underarter finns listade i Catalogue of Life.